# 許應弦
許應弦（？—？年），字佩干，南直隶常州府武進縣人，民籍。明朝政治人物。

## 生平
萬曆四十六年（1618年）戊午科應天府乡试舉人，崇祯元年（1628年）戊辰科三甲第237名進士，历知慈溪、江陵、武清，俱有善政。迁韶州府推官，捐俸禄修学宫。官至南京户部郎中。家乡水灾，应弦捐资赈济，全活无数。